# Franz Freiherr von Hammerstein-Equord
Franz Freiherr von Hammerstein-Equord oder Franz von Hammerstein (* 6. Juni 1921 in Kassel; † 15. August 2011 in Berlin) war ein deutscher evangelischer Theologe und Mitbegründer der Aktion Sühnezeichen.

## Leben

### Herkunft
Franz von Hammerstein stammte aus der Ehe von Kurt von Hammerstein-Equord und Maria Freiin von Lüttwitz. Er war das zweitjüngste von sieben Kindern, darunter Kunrat und Ludwig.
Sein Vater, Chef der Heeresleitung Generaloberst Kurt Freiherr von Hammerstein-Equord, trat als einziger führender Offizier aus Protest gegen Hitler 1934 zurück.

### Jugend und Studium
Franz von Hammerstein wurde nach seinem Abitur 1940 am Berliner Arndt-Gymnasium Dahlem nicht zur Wehrmacht eingezogen, weil er wegen einer Erblindung auf einem Auge als frontuntauglich galt. Er absolvierte eine Ausbildung zum Industriekaufmann und arbeitete bei Krupp-Druckenmüller.  
Seine Mutter, eine Katholikin, schickte ihren katholisch getauften Sohn Franz zum Konfirmandenunterricht zu Pastor Martin Niemöller, einem bekannten Gegner des Nationalsozialismus. Dieser konnte ihn, drei Wochen vor seiner Verhaftung, am 6. Juli 1937 konfirmieren. Franz von Hammerstein war zeitlebens mit Niemöller verbunden. Durch seine Familie und sein Umfeld inspiriert, stellte er sich selbst dem Nationalsozialismus entgegen. Seine Brüder Kunrat und Ludwig waren an der Planung und Durchführung des Hitlerattentats vom 20. Juli 1944 beteiligt. Als Mitglied einer Widerstandsfamilie wurde er im August 1944 von der Gestapo verhaftet. Als sogenannter Sippenhäftling wurde er erst im Gestapo-Gefängnis Moabit und dann in mehreren Konzentrationslagern (Buchenwald, Regensburg, wo er Dietrich Bonhoeffer kennenlernte, und Dachau) inhaftiert. Er wurde schließlich auf dem erzwungenen Marsch in die Südtiroler Alpen von amerikanischen Soldaten befreit (→ Befreiung der SS-Geiseln in Südtirol).
Nach dem Kriegsende studierte er von 1946 bis 1950 Evangelische Theologie an der Kirchlichen Hochschule Bethel, an der Universität Göttingen und am Theological Seminary Chicago sowie an der Howard University in Washington, D.C., die ihm 1967 auch die Ehrendoktorwürde verlieh.

### Berufliche Laufbahn
Zusammen mit seiner Frau Verena war Franz von Hammerstein in New Jersey und Illinois als «Fraternal Workers» (Missionare) und Austauschpfarrer im Dienst der Presbyterianischen Kirche tätig. 1957 wurde er an der Westfälischen Wilhelms-Universität Münster mit einer Arbeit über Martin Buber zum Dr. theol. promoviert. 
Er leitete 1957 bis 1965 zusammen mit Harald Poelchau die Evangelische Industriejugend Berlin, d. h. die Seelsorge und Sozialarbeit für junge Industriearbeiter. 1958 gründete er zusammen mit Lothar Kreyssig die Aktion Sühnezeichen als gesamtdeutsche Organisation; von 1968 bis 1975 war Franz von Hammerstein deren Generalsekretär in Westdeutschland. Mit Hilfe der Aktion Sühnezeichen Friedensdienste entstanden unter anderem die Versöhnungskirche in Taizé, das Versöhnungszentrum in Coventry und die Synagoge in Villeurbanne.
Von 1976 bis 1978 war er Referent für den jüdisch-christlichen Dialog beim Ökumenischen Rat der Kirchen in Genf. Von 1978 bis 1986 war er Direktor der Evangelischen Akademie in Berlin. 

### Engagement in Initiativen des Gedenkens und der Versöhnung
1972 wurde Franz von Hammerstein Mitglied der Internationale der Kriegsdienstgegner/innen (IDK). Er engagierte sich für das Friedenszentrum Martin-Niemöller-Haus in Berlin-Dahlem und die Gedenkstätte Deutscher Widerstand in der Berliner Stauffenbergstraße.  Später wirkte er im Kuratorium der Aktion Sühnezeichen, als Vorsitzender der Stiftung West-Östliche Begegnungen und im Arbeitsausschuss der Stiftung „Topographie des Terrors“. Er vertrat die Organisation in verschiedenen Ländern, besonders in Osteuropa. In Russland unterstützte er die Initiative „Memorial“ (Opfer deutscher Okkupation und des Stalinismus). Außerdem war er lebenslang am jüdisch-christlichen Dialog beteiligt, wofür er mit dem Bundesverdienstkreuz ausgezeichnet wurde.
Franz von Hammerstein war Gründungsmitglied der Kreisau-Initiative und Mitglied im Ehrenrat der Stiftung Kreisau.

### Familie
Franz von Hammerstein heiratete 1952 die Schweizer Theologin Verena (Vreni) von Hammerstein-Rordorf, geb. Rordorf. Aus der Ehe gingen die Kinder Adrian, Stephan und Kaspar hervor.

## Auszeichnungen
- 2001: Bundesverdienstkreuz 1. Klasse des Verdienstordens der Bundesrepublik Deutschland für sein lebenslanges Engagement für den christlich-jüdischen Dialog und internationale Verständigung
- 2003: Lothar-Kreyssig-Friedenspreis, zusammen mit Günter Särchen und Richard Nevermann
- Ehrenvorsitzender des Kuratoriums von Aktion Sühnezeichen / Friedensdienste

## Schriften (Auswahl)
- Das Messiasproblem bei Martin Buber (= Studia Delitzschiana, Bd. 1). Kohlhammer, Stuttgart 1958 (= Diss. Univ. Münster 1957).
- Verantwortliche Gemeinde in Amerika. Beobachtungen und Erlebnisse eines Austauschpfarrers von 1954–1957. Lettner-Verlag, Berlin 1957 (zusammen mit Verena von Hammerstein).
- Lebendige Gemeinde – aber wie? Calwer Verlag, Stuttgart 1962.

## Veröffentlichung
- Christian Staffa: Freiheit und Widerspruch – ganzseitiger Zeitungsbeitrag zum hundertjährigen Geburtstag von Franz von Hammerstein, In: Die Kirche Nr. 22/2021, 6. Juni 2021, S. 11